# Famille Esquirou de Parieu
La famille Esquirou de Parieu est une famille éteinte de l'ancienne bourgeoisie française originaire de Haute-Auvergne qui s'est distinguée par les fonctions politiques occupées par ses membres.
Elle a été illustrée par Félix Esquirou de Parieu, sénateur français (1815-1893).

## Histoire
La famille Esquirou de Parieu est une des plus anciennes et une des plus distinguées de la bourgeoisie de Haute-Auvergne.
Cette famille a eu pour berceau le bourg d'Omps, situé près de Saint-Mamet, dans le département du Cantal. Elle a joint à son nom celui du village du Parieu, dans la commune d'Ornac, où elle possédait des droits seigneuriaux.

## Personnalités
- Jean-Hippolyte Esquirou de Parieu (1791-1876), homme politique ;
- Félix Esquirou de Parieu (1815-1893), homme politique, fils du précédent.

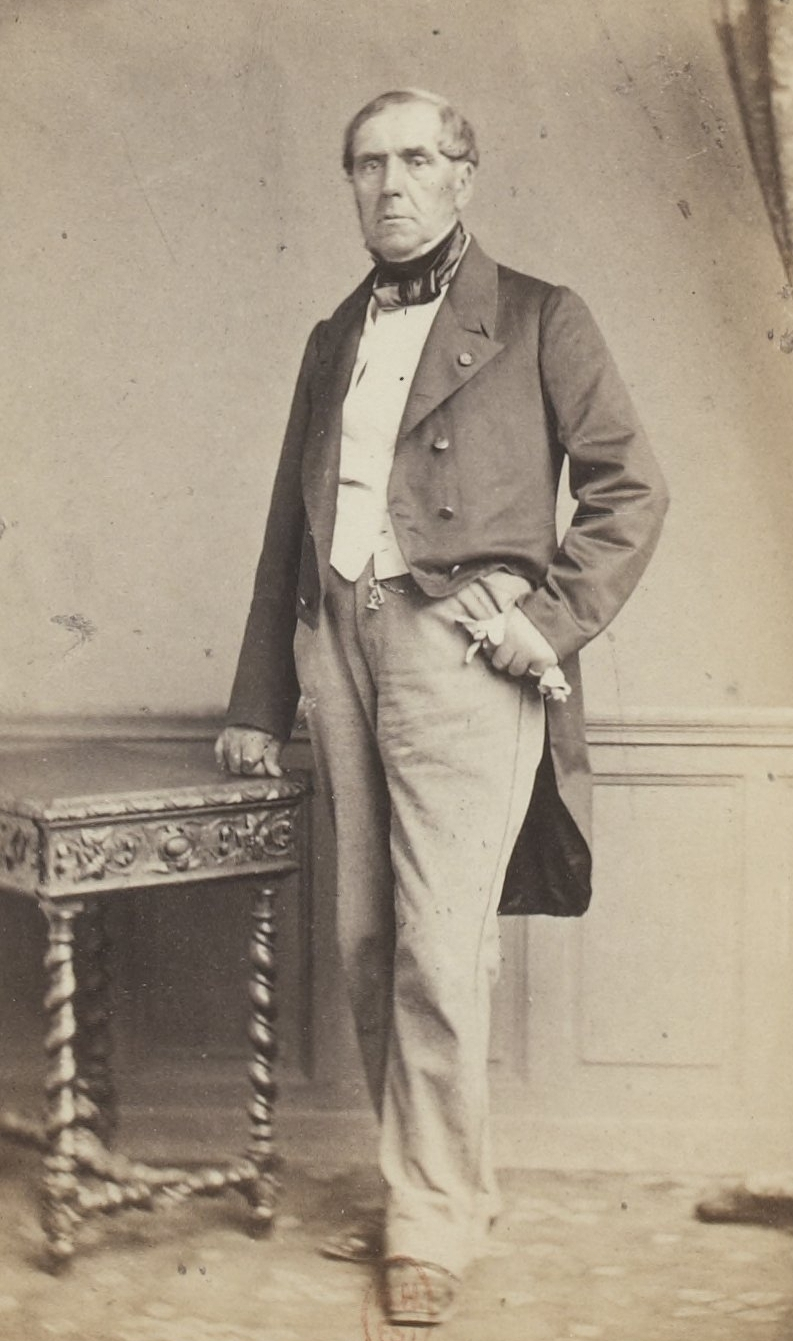
Jean-Hippolyte Esquirou de Parieu
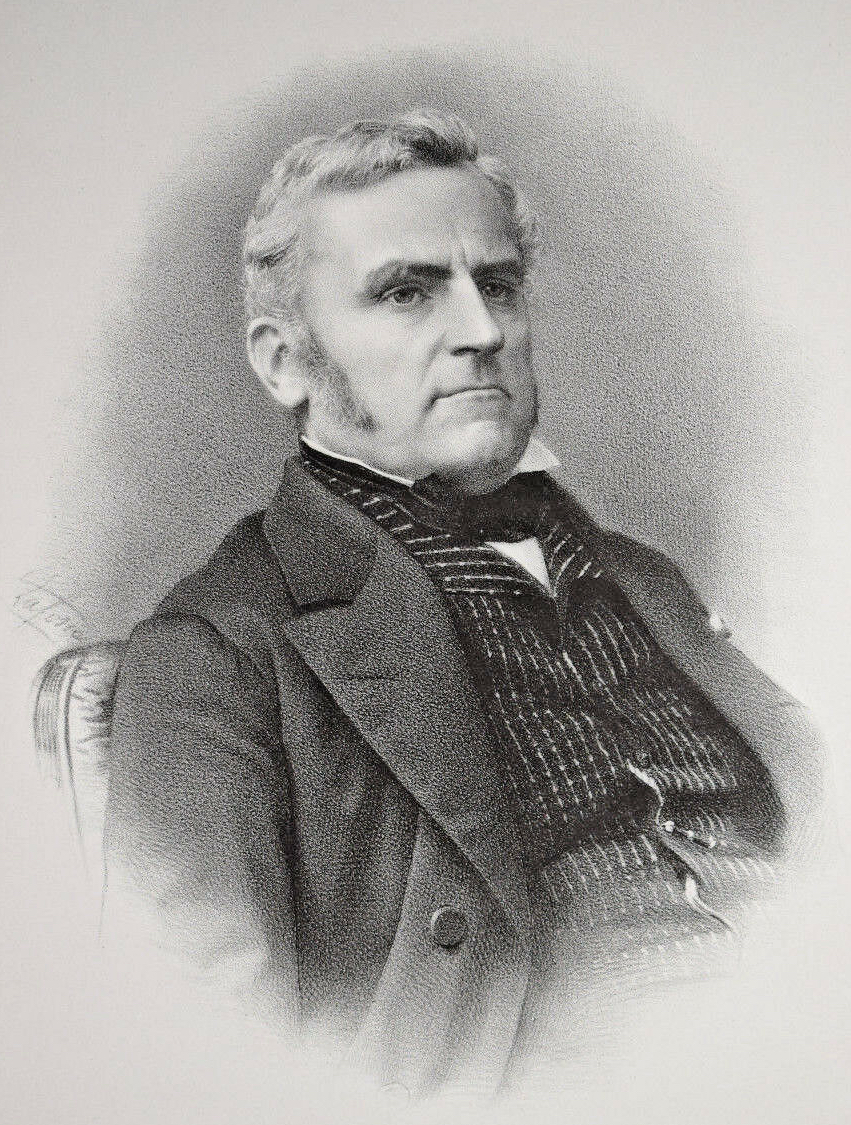
Félix Esquirou de Parieu

## Armoiries
« De sable au pairle d'argent, au chef du même. »

## Généalogie
- Antoine Esquirou (1640-1694) X Antoinette Masdebos (?-1710)
  - Pierre Esquirou de Parieu X (1713) Hélis de Conches puis marié à Élisabeth de Lascombes en 1721 (dont descendance)
    - Jean-Baptiste Esquirou de Parieu, sgr de Parieu (1726-1791) X (1744) Marthe de Fraissy (1723-1753) puis marié à Marie-Françoise Faucher (dont descendance)
      - Pierre Esquirou de Parieu (1757-1853) X Jeanne Pougheol
        - Jean-Hippolyte Esquirou de Parieu (1793-1876) X (1813) Élisabeth Peillard (1798-1876)
          - Félix Esquirou de Parieu (1815-1893) X (1841) Thérèse Durant de Juvisy (1817-?)
            - Gabrielle Esquirou de Parieu (1843-1917) X (1861) Eugène Harlé d'Ophove (1834-1863)
            - Hyppolite Esquirou de Parieu (1844-1922)
            - Joseph Esquirou de Parieu (1853-1927) X (1882) Amélie de Redon (1859-1914)
              - Thérèse Esquirou de Parieu (1883-1960) X (1906) André Picot de Moras d'Aligny, baron d'Aligny (1876-1938)

          - Claire Esquirou de Parieu (1821-1898) X (1840) Alfred d'Ussel, comte d'Ussel (1821-1898)
          - Nelly Esquirou de Parieu (1826-1893) X (1851) Victor Richard de Laprade (1812-1884)

## Alliances
Cette famille s'est alliée aux familles : de Conches (1713), de Lascombes (1721), de Fraissy (1744), Peillard (1813), d'Ussel (1840), Durant de Juvisy (1841), Richard de Laprade (1851), Harlé d'Ophove (1861), de Redon (1882), Picot de Moras d'Aligny (1906), Faucher, Masdebos, Pougheol…